# Clarke Abel

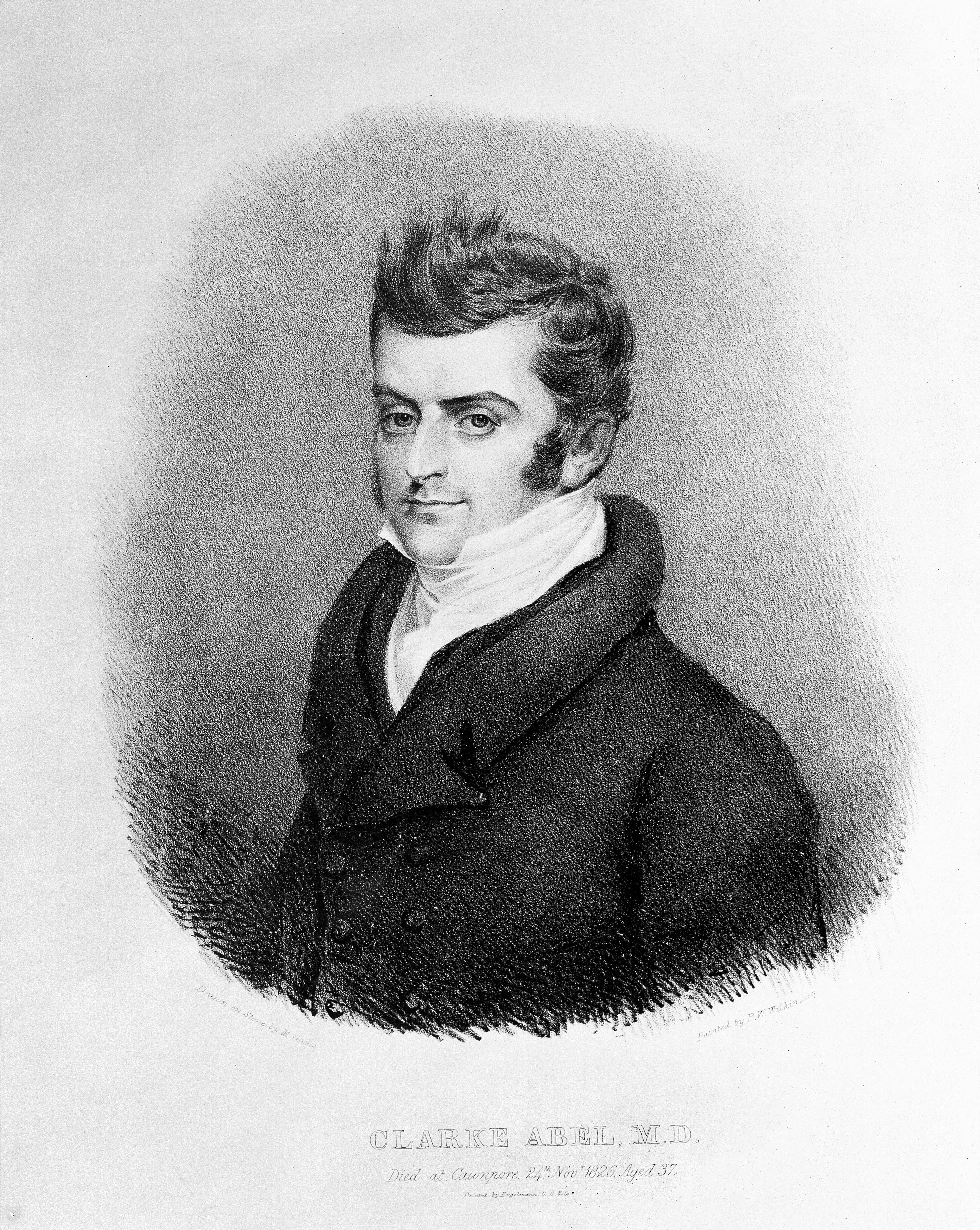
Clarke Abel

Clarke Abel (* 5. September 1789 in Bungay, Suffolk, England; † 24. November 1826 in Cawnpore, Indien) war ein britischer Arzt, Naturforscher und Botaniker. Sein offizielles botanisches Autorenkürzel lautet C.Abel.

## Leben und Wirken
Abel war ein Sohn von Matthias Abel (getauft 1761–1827) und seiner Frau Elizabeth Paul (1755/6–1826). Er war Chirurg in Norwich, es ist nicht klar, ob er einen Studienabschluss als Medicinæ Doctor (MD) besaß. Am 5. September 1810 heiratete er Martha Poole (1785–1860), Tochter von John Poole und Sarah Strutt in Mendham, Suffolk.
Auf Anregung von Joseph Banks begleitete Abel von 1816 bis 1817 William Pitt Amherst als Arzt auf dessen Reise als Sonderbotschafter nach Peking. Er verfasste darüber die Reisebeschreibung Narrative of a Journey into the interior of China (1818). Die gesammelten Pflanzen gingen auf der Heimreise größtenteils durch Schiffbruch der HMS Alceste in Straße von Gaspar unter. Nur einige Pflanzen, die er George Thomas Staunton übergeben hatte, überlebten.
Als Amherst 1823 Generalgouverneur von Indien wurde, stellte er Abel als Arzt ein.

## Ehrungen
Am 11. März 1819 wurde er als Mitglied („Fellow“) in die Royal Society gewählt. Außerdem war er Mitglied der Linnean Society, der Geological Society of London, der Asiatic Society und der Medical and Physical Society of Calcutta.
Robert Brown benannte ihm zu Ehren 1818 die Gattung Abelia aus der Familie Geißblattgewächse (Caprifoliaceae). Der 1827 von René Primevère Lesson erstbeschriebene Sumatra-Orang-Utan (Pongo abelii) wurde ebenfalls nach ihm benannt.

## Schriften (Auswahl)
- Narrative of a journey in the interior of China, and of a voyage to and from that country, in the years 1816 and 1817; containing an account of the most interesting transactions of Lord Amherst’s embassy to the court of Pekin and observations on the countries which it visited. London 1818, S. 374–379 (Digitalisat).